# Aberu Kebede
Aberu Kebede (ur. 12 września 1989) – etiopska lekkoatletka, specjalistka od długich dystansów.
W 2007 zajęła 16. miejsce w biegu juniorek podczas rozegranych w Mombasie mistrzostw świata w biegach przełajowych. Był to jednak dopiero piąty wynik wśród etiopskich lekkoatletek w tych zawodach, zatem Gelaw nie przypadł brązowy medal tej imprezy w drużynie. Znalazła się w składzie Etiopii na mistrzostwa świata (bieg na 10 000 m, Berlin 2009), jednak ostatecznie nie wzięła udziału w tych zawodach. Największy sukces w dotychczasowej karierze odniosła podczas mistrzostw świata w półmaratonie (Birmingham 2009), kiedy to zdobyła brązowy medal indywidualnie oraz srebro w drużynie.

## Rekordy życiowe
- bieg na 3000 metrów – 9:19,5[3] (2009)
- bieg na 10 000 metrów – 30:48,26 (2009)
- bieg na 10 kilometrów – 31:05 (2009)
- półmaraton – 1:07:39 (2009)
- maraton – 2:20:30 (2012)